# El Coro (Manlleu)
El Coro és un edifici de Manlleu (Osona) inclòs a l'Inventari del Patrimoni Arquitectònic de Catalunya.

## Descripció
L'edifici del Coro, situat al passeig de Sant Joan, 52, formava part d'una finca que es va dividir en dos. En una finca hi ha un edifici dedicat a habitatge i a l'altra una sala d'actes.
La sala d'actes té una superfície aproximada de 175 m². Es tracta d'un petit teatre-sala polivalent, amb l'escenari, la platea i un petit amfiteatre en forma d'U. Aquesta sala no ha tingut un ús definit des de 1939, moment en què va desaparèixer la societat que en feia ús. El teatrí segueix els paràmetres dels teatres a la italiana. El traçat de la sala segueix les proporcions clàssiques derivades del quadrat i la diagonal del quadrat, tant en planta com en alçats i seccions. El resultat és un espai arquitectònic molt harmònic i de gran bellesa.
L'estructura és a base de pilastres quadrades d'obra que suporten unes encavallades metàl·liques de gelosia, lleugerament corbades, i bigues metàl·liques que a la vegada recolzen revoltons i dues làmines de rajoles ceràmiques que formen la terrassa que fa de coberta. L'estructura metàl·lica era una novetat constructiva en el seu moment. Té ventilació gràcies a un llanternó situat a la part central de la sala. La coberta està feta a base de rajoles tradicionals encerclades per una reixa de fosa. S'hi accedia per una escala comunitària, que ara forma part de l'altra finca.
La decoració és a base de pintures murals simples, teles pintades recobreixen el sostre. El paviment és de mosaic hidràulic.

## Història
L'edifici anomenat el Coro era la seu social de la societat El Progrés de Manlleu fundada el 1862. L'any de construcció no es coneix amb certesa però l'edifici apareix representat en una litografia de 1883. Hi havia una escola pública laica, una biblioteca, el local social, el cafè i el teatre. La societat, progressista i d'esquerres, va ser molt vigilada, fins al punt que fou clausurada en diferents moments: el 1901 amb motiu de la vaga de la conca del Ter i la setmana tràgica de 1909. Va deixar de funcionar definitivament el 1913, per tornar a obrir les portes amb el nom d'Unió Coral Manlleuenca (coneguda popularment com el Coro) i amb objectius de tipus recreatiu. Durant els anys 20 i 30 van continuar fent teatre i activitats lúdiques. Al final de la guerra es va clausurar definitivament.
El 1922 neix La Unio Coral Manlleuenca, durant els anys trenta esdevé una de les primeres associacions musicals de la comarca. A partir de 1931 adquireix un clar component catalanista, liberal i interclassista, allunyat dels ideals de la societat El Progrés.